# 三菱ケミカル
三菱ケミカル株式会社（みつびしケミカル、英語: Mitsubishi Chemical Corporation）は、東京都千代田区丸の内一丁目1番1号に本社を置く、日本国内最大の大手総合化学メーカーである。三菱ケミカルグループの子会社であり、三菱グループに属する。

## 会社概要
三菱ケミカルグループの中核企業であり、重複拠点の集約などの合理化を図るべく、三菱化学・三菱樹脂・三菱レイヨンの3社の事業統合により誕生した。三菱ケミカルの発足に伴い、「三菱化学」「三菱樹脂」「三菱レイヨン」を冠したグループ会社は「三菱ケミカル」を冠した社名に変更している。
親会社の三菱ケミカルグループとともに、三菱金曜会の会員企業である。
詳細な事業内容・事業拠点については、三菱化学・三菱樹脂・三菱レイヨンの各記事を参照。

## 沿革
- 2017年（平成29年）4月1日 - 三菱化学、三菱樹脂、三菱レイヨンの3社が三菱レイヨンを存続会社とする合併を実施、三菱ケミカル株式会社発足[6]。
- 2018年（平成30年）4月1日 - 日本ユニペツト[7]、および日本化成を吸収合併[8]。
- 2019年（平成31年）4月1日 - 日本合成化学工業を吸収合併[9]。
- 2021年（令和3年）4月1日 - 三菱ケミカルフーズを吸収合併[10]。
- 2023年（令和5年）4月1日 - 三菱ケミカルシステムを吸収合併[11]。
- 2024年（令和6年）9月30日 - 同年10月31日付で連結子会社の関西熱化学の保有株式（51％）をすべて神戸製鋼所に売却すると発表[12][13]。

## 事業拠点

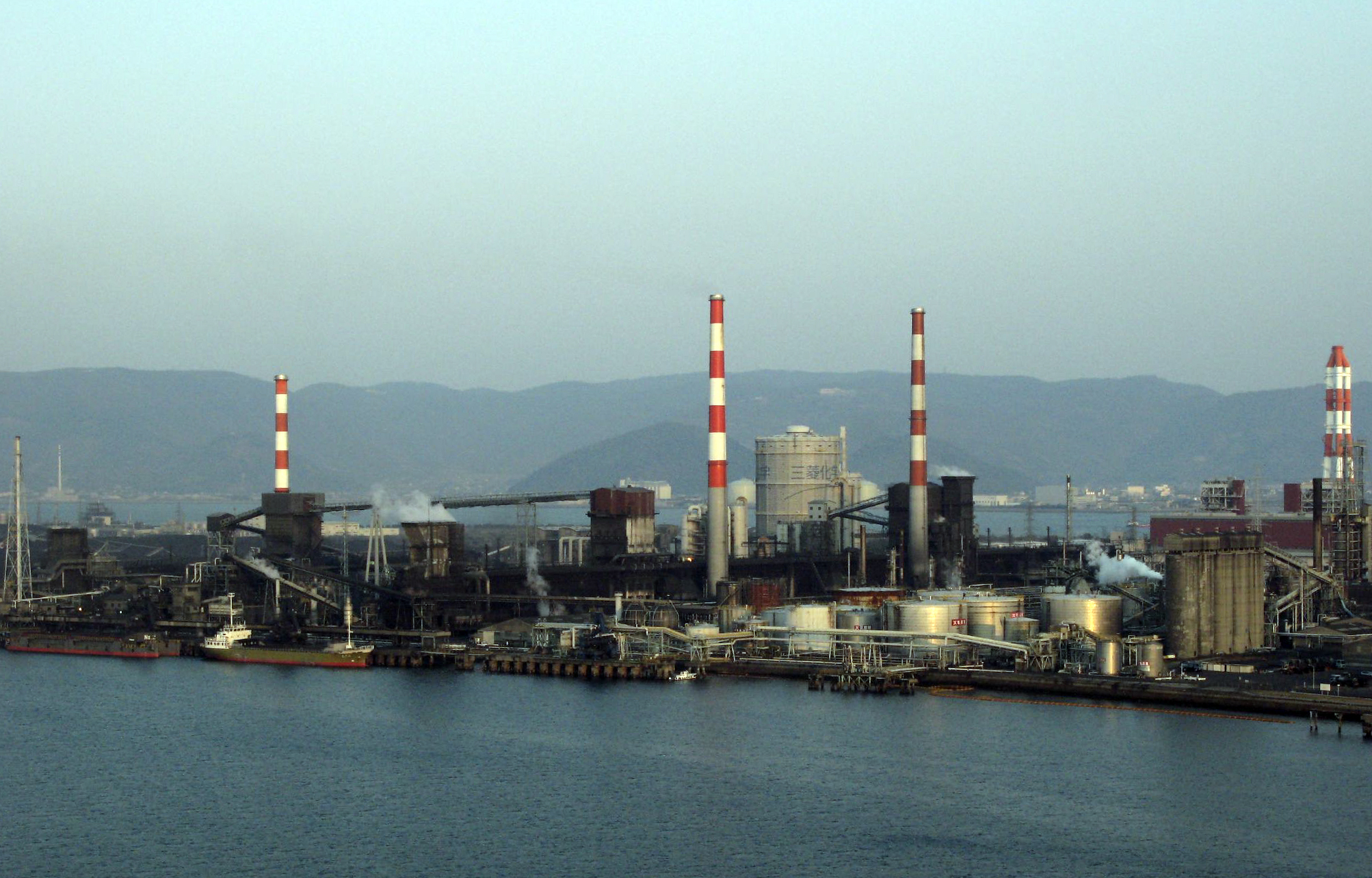
坂出事業所

### 本社
- 東京都千代田区丸の内1丁目1-1　パレスビル（登記上の本店所在地）
- 東京都中央区日本橋本石町1丁目2-2　三菱ケミカル日本橋ビル
- 東京都墨田区押上1丁目1-2 東京スカイツリーイーストタワー

### 支社
- 東日本支社 - 東京都千代田区丸の内1-1-1　パレスビル
  - 東日本支社北海道エリア - 北海道札幌市北区北7条西4丁目3-1　新北海道ビル12F
- 中部支社 - 愛知県名古屋市中村区名駅3-28-12　大名古屋ビルヂング19F
- 西日本支社 - 大阪府大阪市中央区伏見町4-1-1　明治安田生命大阪御堂筋ビル
  - 西日本支社九州エリア - 福岡県福岡市博多区上川端町12-20　ふくぎん博多ビル8F

### 製造拠点
- 茨城事業所 - 茨城県神栖市東和田17-1
- 富山事業所 - 富山県富山市海岸通3
- 愛知事業所 - 愛知県豊橋市牛川通4-1-2
- 三重事業所
  - 塩浜地区 - 三重県四日市市東邦町1
  - 川尻地区 - 三重県四日市市川尻町1000
  - 大治田地区 - 三重県四日市市大治田町3-3-17
- 滋賀事業所
  - 長浜地区 - 滋賀県長浜市三ツ矢町5-8
  - 浅井地区 - 滋賀県長浜市大路町1700
  - 山東地区 - 滋賀県米原市井之口347
- 岡山事業所 - 岡山県倉敷市潮通3-10
- 広島事業所 - 広島県大竹市御幸町20-1
- 香川事業所 - 香川県坂出市番の州町1
- 福岡事業所 - 福岡県北九州市八幡西区黒崎城石1-1
  - 吉富地区 - 福岡県築上郡吉富町大字小祝955
- 小名浜工場 - 福島県いわき市小名浜字高山34番地
- 筑波工場 - 茨城県牛久市東猯穴町1000
- 鶴見工場 - 神奈川県横浜市鶴見区大黒町10-1
- 平塚工場 - 神奈川県平塚市西真土2-1-35
- 大垣工場
  - 神田地区 - 岐阜県大垣市神田町2-35
  - 上屋地区 - 岐阜県大垣市上屋2-80
  - 本今地区 - 岐阜県大垣市本今町1530
- 熊本工場 - 熊本県宇土市築籠町221

### 研究所
- Science & Innovation Center - 神奈川県横浜市青葉区鴨志田町1000
- 鶴見研究所 - 神奈川県横浜市鶴見区大黒町10-1
- 愛知研究所 - 愛知県豊橋市牛川通4-1-2
- 三重研究所 - 三重県四日市市東邦町1
- 滋賀研究所 - 滋賀県長浜市三ツ矢町5-8
- 大阪研究所 - 大阪府茨木市室山2-13-1
- 広島研究所 - 広島県大竹市御幸町20-1
- 福岡研究所 - 福岡県北九州市八幡西区黒崎城石1-1
- 分析物性研究所 - 神奈川県横浜市青葉区鴨志田町1000

### 海外地域統括会社
- Mitsubishi Chemical America, Inc. - シャーロット（2021年4月1日より）
- Mitsubishi Chemical UK Limited - Billingham, Cleveland, UK（2021年4月1日より）
- Mitsubishi Chemical Europe GmbH - ジュッセルドルフ（2021年4月1日より）
- Mitsubishi Chemical (China) Co., Ltd. - 上海
- Mitsubishi Chemical (Thailand) Co., Ltd. - バンコク

## グループ会社
詳細は三菱ケミカルグループを参照